# エツィオ・ピンツァ

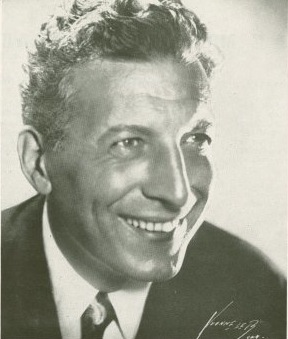
エツィオ・ピンツァ

エツィオ・ピンツァ（Ezio Pinza, 1892年5月18日 - 1957年5月9日）は、イタリアのバス歌手。両大戦間期におけるもっとも偉大なバスとされる。ニューヨーク・メトロポリタン歌劇場で22シーズンにわたり50演目、750回以上の出演を果たした。

## 概説
ローマの非常に貧しい家庭に生まれ、ラヴェンナで育つ。はじめ様々の職を転々とし、特に自転車競技選手としても有望視されていたというが、その美声が認められボローニャのマルティーニ音楽院で学ぶ。初舞台は1914年、ベルリーニ「ノルマ」のオロヴェーゾ役。第一次世界大戦で召集されブランクがあったが、終戦後の1919年にはミラノ・スカラ座に、1926年にはニューヨーク・メトロポリタン歌劇場にスポンティーニ「ヴェスタの巫女」でデビューする。
1929年から演じたモーツァルト「ドン・ジョヴァンニ」のタイトル・ロールは、その声ばかりでなく、魅力的な舞台姿からも終生の当り役とされ、ブルーノ・ワルター指揮、ザルツブルク音楽祭でのライブ録音（1937年）が今日も名盤とされている。モーツァルト・オペラではその後「フィガロの結婚」のフィガロ、「魔笛」のザラストロもレパートリーに加え、またベルリーニ、ドニゼッティ、ヴェルディなどイタリア・オペラの数多くのバス役は無論のこと、イタリア語公演ではあったがムソルグスキーの「ボリス・ゴドゥノフ」までも演じ歌った。
ピンツァはファシスト政権を嫌い、第二次世界大戦中もアメリカを離れなかったが、それでも1942年には「敵性国民」として7週間にわたりマンハッタン沖合のエリス島に抑留されるという憂き目にもあっている。
1948年にオペラ舞台から引退した後、ピンツァはブロードウェイで第2のキャリアを歩む。1949年4月、 リチャード・ロジャース（作曲）、オスカー・ハマースタイン2世（作詞・脚本）の「南太平洋」に出演した彼はミュージカル界でもスターとなりトニー賞ミュージカル主演男優賞を受賞、他にもいくつかのミュージカル舞台・映画に出演したのだった。
1957年、心臓発作で急死。
10代遅くになりようやく正式な音楽教育を受けたこともあり、楽譜読解に困難があった、などの逸話もあるが、その暖かく深みをもった声は今日でもバッソ・プロフォンドの模範とされ、舞台姿・演技の素晴らしさもあって絶大な人気を誇る歌手だった。
舞台外では（舞台上のドン・ジョヴァンニにも劣らぬ）プレイボーイとしても有名で、メトの有名なプリマ、エリザベート・レートベルクと彼との関係は泥沼の裁判沙汰に発展したし、ピンツァと不倫関係にあったブルーノ・ワルターの娘グレーテルは、嫉妬に駆られた夫に殺害される（1939年）という悲劇を生んだのだった。